# 白髮蘚科
白发藓科（学名：Leucobryaceae）为藓纲真藓亚纲曲尾藓目下的一科苔藓植物。

## 特征
本科苔藓植物体一般为淡绿色或亮白色，稀疏或紧密垫状丛生。叶片呈多列，中肋肥厚且宽阔，几乎占据了整个叶片，有的种类具有中央厚壁细胞束；其叶细胞单层，无色透明，基部多行，向上逐渐减少以至消失，这一点使其成为异于其他藓类叶片结构的显著特征。

## 分类
本科分类存在较大争议，一般分为以下十二属：
- 长帽藓属 Atractylocarpus Mitt.
- 白氏藓属 Brothera Müll. Hal.
- Bryohumbertia P. de la Varde & Thér.，为曲柄藓属 （Campylopus Brid.）的异名
- 拟扭柄藓属 Campylopodiella Cardot
- 曲柄藓属 Campylopus Brid.
- Cladopodanthus Dozy & Molk.
- 青毛藓属 Dicranodontium Bruch & Schimp.
- 白发藓属 Leucobryum Hampe
- 小曲柄藓属 Microcampylopus (Müll. Hal.) Fleisch.
- Ochrobryum Mitt.
- Pilopogon Brid.
- Schistomitrium Dozy & Molk.